# Das Ding mit den 2 Köpfen
Das Ding mit den 2 Köpfen ist eine US-amerikanische Science-Fiction-Komödie aus dem Jahr 1972. In Deutschland erschien er erstmals am 28. September 1987 auf Video.

## Handlung
Der rassistische, bigotte und wohlhabende Chirurg Kirshner liegt im Sterben. Er ist unheilbar an Krebs erkrankt. Damit sein Wissen nach seinem Tod nicht verloren geht, lässt er seinen Kopf auf den Körper des unschuldig verurteilten Häftlings Jack Moss transplantieren. Er stellt nach der Operation mit Erschrecken fest, dass Moss ein Schwarzer ist, während Kirshner selbst hellhäutig ist. So stolpert er mit zwei Köpfen von einem Problem zum anderen. Am Ende des Films werden beide getrennt. Moss gelingt mit seiner Freundin die Flucht. Kirshners Kopf wird abgetrennt und ist an Schläuche angeschlossen. Der Kopf bittet die entsetzten Ärzte, ihm einen Körper zu besorgen.

## Kritik
Die Kritiken waren meist verheerend:

„Auf einer abstrusen Geschichte aufgebauter, einfallsloser Horrorfilm, der meist unfreiwillig komisch wirkt.“

„Man muß den Oscar-Preisträger Ray Milland in dieser Rolle gesehen haben, um es zu glauben!“

„Ist teilweise für Lacher gespielt, was ein wenig über den Film hinweghilft.“

Auf der Website Rotten Tomatoes, die Kritiken auswertet, hat dieser Film eine positive Rate von 0 % basierend auf 8 Kritiken.

## Trivia
- Der erfolgreiche Maskenbildner Rick Baker tritt in diesem Film als Gorilla auf.
- Der Hauptdarsteller Rosevelt Grier war ehemals professioneller Footballspieler und später Bodyguard Robert Kennedys. Er war bei dessen Ermordung zugegen und überwältigte den Attentäter Sirhan Sirhan, nachdem dieser auf Kennedy geschossen hatte.